# Moamba (Distrikt)
Moamba ist ein Distrikt der Provinz Maputo in Mosambik mit Sitz in der namensgebenden Kleinstadt Moamba.
Der Distrikt grenzt im Norden an den Distrikt Magude, die Grenze bildet der Rio Massintonto. Im Westen grenzt der Distrikt an die südafrikanische Provinz Mpumalanga, im Süden an die Distrikte Namaacha, Boane und Matola und im Osten an die Distrikte Matola und Marracuene. Die Distrikthauptstadt Moamba liegt etwa 50 Kilometer von der Hauptstadt Maputo und 30 Kilometer von der Grenze zu Südafrika entfernt.

## Bevölkerung
Der Distrikt Moamba ist 4.628 Quadratkilometer groß und hatte 2005 eine Einwohnerzahl von 62.392 Menschen, was einer Bevölkerungsdichte von 13,6 Einwohnern pro Quadratkilometern entspricht. Im Vergleich zur Bevölkerungszählung 1997 – damals lebten im Distrikt Moamba 43.396 Menschen – ist die Zahl um 30,7 Prozent gestiegen. Die Bevölkerung ist sehr jung, etwa 40 Prozent aller Einwohner sind unter 15 Jahren, sowie mehrheitlich ländlich geprägt; etwa 26 Prozent wohnen in urbanisierten Umgebungen.

## Einrichtungen und Dienstleistungen
Im Distrikt Moamba befinden sich 77 Schulen, davon sind 55 Grundschulen (escola do ensino primário). Des Weiteren gibt es acht Gesundheitsstützpunkte für die Versorgung der Bevölkerung.
Der Grenzort und Verwaltungsposten Ressano Garcia bildet das wirtschaftliche Zentrum des Distrikts. Dort befinden sich unter anderem auch Filialen der Banken BCI, Millennium bim und Barclays Mozambique, sowie weitere zahlreiche Geschäfte am Grenzübergang Ressano Garcia/Komatipoort.

## Verwaltungsgliederung
Der Distrikt Moamba gliedert sich in vier Verwaltungsposten (postos administrativos):
- Vila de Moamba mit den umliegenden Ortschaften Moamba und Muzongo
- Pessene mit den umliegenden Ortschaften Mahulana und Vundiça
- Vila de Ressano Garcia mit den umliegenden Ortschaften Ressano Garcia und Regue
- Sabié mit den umliegenden Ortschaften Macaene, Malengane und Matunganhane

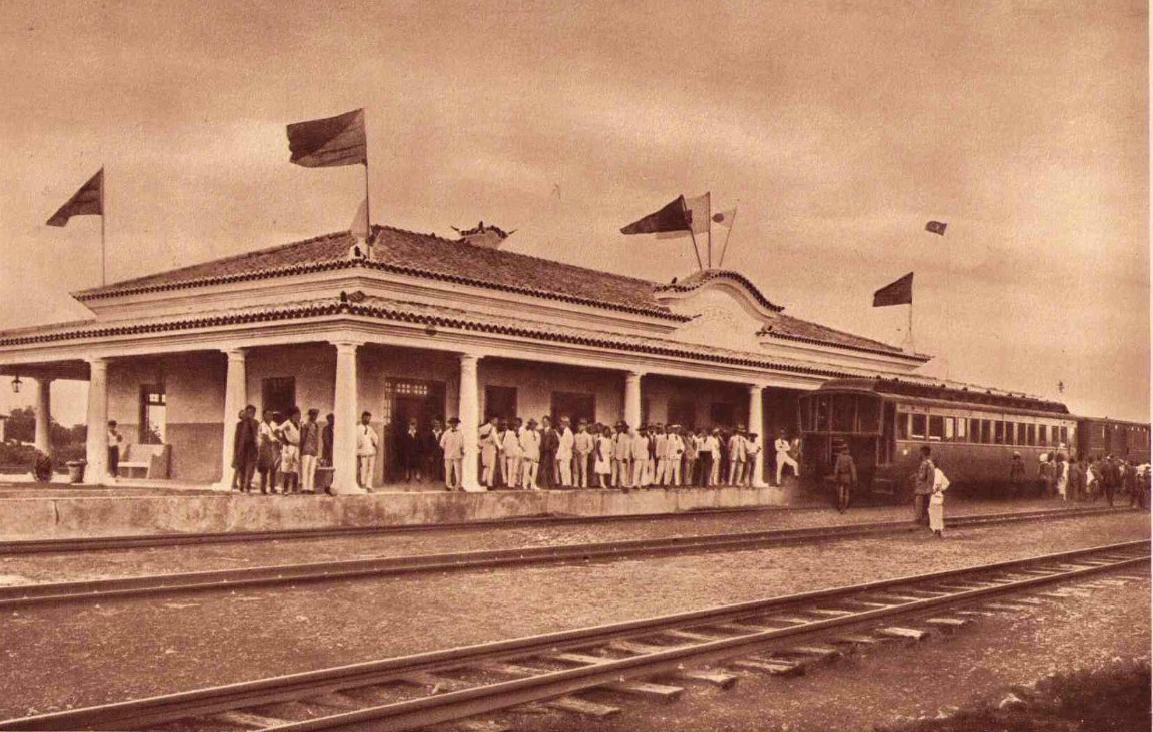
Bahnhof von Moamba (1920)

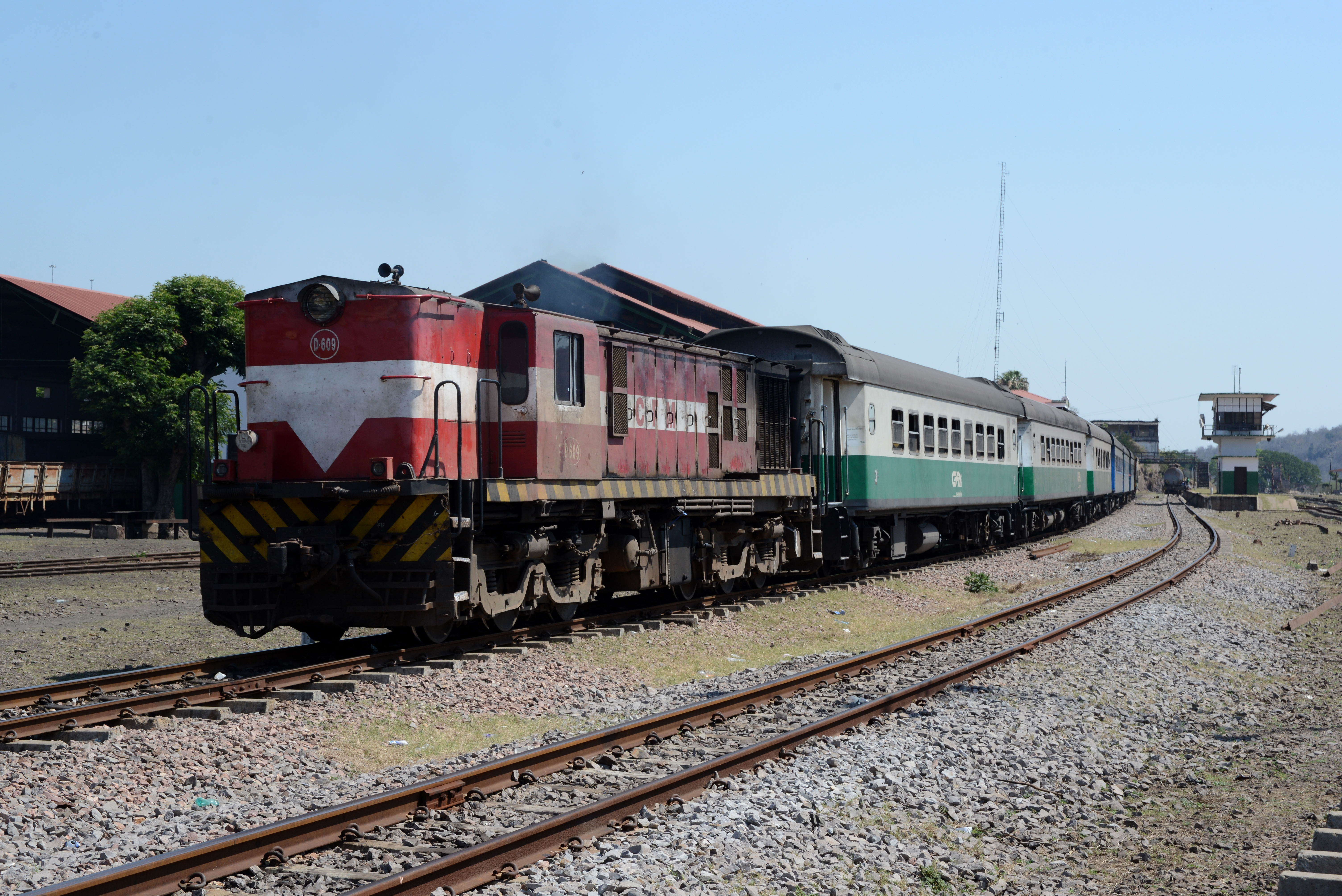
Personenzug im Bahnhof Ressano Garcia

## Verkehr
Der Distrikt Moamba wird von der mautpflichtigen Fernstraße EN4 durchquert, sie verbindet den Ballungsraum Maputo mit den westwärts liegenden Industrieregionen Südafrikas und ist eine der verkehrsreichsten Straßen des Landes.
Außerdem durchquert die Bahnstrecke Pretoria–Maputo (Linha de Ressano Garcia) den Distrikt auf seiner gesamten Länge. Es gibt auf ihr tägliche Regionalverkehrszüge zwischen der Grenze und der Hauptstadt Maputo. Des Weiteren existieren zwei Pisten für Kleinflugzeuge, eine bei Sabié und eine bei Corumana.